# Initiative Zivilgesellschaft
Die Initiative Zivilgesellschaft ist ein 2007 in Österreich gegründeter Verein, der unterschiedlichsten Initiativen der Zivilgesellschaft eine Plattform zum Austausch bietet. Sein Ziel ist es über ein gegenseitiges Kennenlernen unterschiedlicher Bewegungen Synergien zu schaffen und gemeinsam ein lebensfreundlicheres Gesellschaftssystem zu erreichen.

## Entstehung
Im Zuge der Erarbeitung der Wiener Deklaration für eine zukunftsfähige Weltordnung (als Buch veröffentlicht unter dem Titel „Die Wende der Titanic“) formte sich 2005 die Initiative Zivilgesellschaft und wurde 2007 als Verein gegründet. Neben den Autoren Herbert Rauch und Alfred Strigl waren das Online- und Printmedium Glocalist von Christian Neugebauer und Wolfgang Pekny, damals Think-Tank bei Greenpeace, maßgeblich beteiligt. Auch der bekannte Wissenschaftler, Autor und Umwelt-Aktivist Peter Weish stieß bald dazu. Das ÖKOBÜRO (Koordinationsstelle von WWF, Greenpeace, GLOBAL 2000 und 15 anderen Umweltorganisationen) engagiert sich ebenfalls in der Initiative.

## Aktivitäten
In Arbeitsgruppen, die von den Mitgliedern jederzeit frei und spontan gegründet werden können, werden interdisziplinär gesellschaftliche Problemherde und Chancen behandelt. Auf den halbjährlich abwechselnd in Wien und anderen Orten Österreichs stattfindenden Konferenzen können Mitglieder Anträge stellen. Wenn eine Mehrheit für die beantragten Inhalte stimmt, werden sie als gemeinsame Grundsätze adoptiert und auf der Homepage veröffentlicht. Die Initiative Zivilgesellschaft dient ihren Mitgliedern im Moment hauptsächlich als Plattform zur Vernetzung und zum Wissensaustausch mit anderen Bewegungen und Organisationen. Vision für die Zukunft ist allerdings ein permanenter Rat der Zivilgesellschaft, der Politik und Wirtschaft als kompetente zivilgesellschaftliche Beratungsinstanz ohne politische oder wirtschaftliche Verpflichtungen zur Verfügung steht.
Die 10. Konferenz (Thema: „Rio+20 – Auf dem Weg zu globaler Verantwortung?“) fand von 1. bis 3. Juni 2012 in Ossiach Kärnten statt.

## Struktur
Durch präzise formulierte Vereinsstatuten wird das Konzept der Einheit in der Vielfalt realisiert. Nicht jedes Mitglied muss völlig mit jedem eingebrachten Inhalt anderer Mitglieder übereinstimmen. Die Mitglieder bewahren ihre Souveränität. Initiativen innerhalb der Initiative Zivilgesellschaft können von Individuen ebenso wie Organisationen ins Leben gerufen werden. Es werden keine Angestellten beschäftigt und allein das ehrenamtliche Engagement der Mitglieder bestimmt, welche Aktivitäten die Initiative Zivilgesellschaft setzt. Es gibt kein Mandat, Aufgaben an den Vereinskörper zu delegieren. Im Verein geschieht nur, was die Mitglieder selbst in die Hand nehmen.
Neben den Mitgliedschaften für Organisationen und Initiativen, die zivilgesellschaftlich aktiv sind, gibt es auch die Möglichkeit von reinen Fördermitgliedschaften für Einzelpersonen und anderen juristischen Personen.

## Positionen
Grundmotiv ist die Etablierung und Förderung eines lebensfreundlichen Lebensstils. Konkret ausgearbeitete Vorschläge für erweiterte demokratische Strukturen über eine dreistufige Volksgesetzgebung auf nationaler, so wie europäischer Ebene finden sich darin genauso wie die explizite Forderung, sicherzustellen, dass zivilgesellschaftliches Engagement nicht mehr wie im Fall des Wiener Neustädter Tierschützerprozesses durch den § 278a StGB gefährdet bzw. kriminalisiert werden kann. Die Einführung eines bedingungslosen Grundeinkommens steht ebenso auf der Agenda, wie alternative Geldsysteme, eine neue soziale Architektur, ein Recht auf kindergerechte Bildung und Konzepte für einen ökologischen und sozialen Wandel. Ein fairer ökologischer Fußabdruck hat auch mit zukunftsfähigen Technologien zu tun und kann nicht ohne den massiven Einfluss von Tierprodukten und globale Wiederaufforstung kalkuliert werden. Die Bemühung um kulturelle Vielfalt beinhaltet auch die Unterstützung alternativer Medien und der Friedensbewegung.

## Mitglieder
In der Initiative Zivilgesellschaft können zivilgesellschaftliche Organisationen, Initiativen, Aktivitäten oder Projekte als Mitglieder aufgenommen werden. Anfang Oktober 2009 gab es folgende 43 Mitglieder in der Initiative Zivilgesellschaft:
- Agenda 21 Wien Alsergrund, Gruppe »Eine menschengerechte Stadt ist möglich«
- AGW – Arbeitsgemeinschaft Gerecht Wirtschaften
- Aktion ELIANT
- Aktion Volksgesetzgebung jetzt!
- A&O-Psychologie in Non-Profit-Unternehmen
- Bioniere
- Bürgerinitiative Rettet Österreich (Memento vom 16. April 2009 im Internet Archive)
- CCS Nein Danke!
- disclosureproject.org (Austria)
- Energie-Arbeitskreis Molln
- ESD – European Sustainable Development
- Find the base
- FO.FO.S – Forum zur Förderung der Selbständigkeit
- Forum Wissenschaft & Umwelt
- Gegen Korruption in der Wissenschaft – Für Grundrechtsbewusstsein und zukunftsfähige Technologien
- Humanistische Plattform – Initiative für eine menschliche Politik
- IG-EuroVision
- Initiative Neue Arbeit, Neues Geld, Permakultur
- Initiative Ringelblume
- Kreativfabrik
- Medienkonferenz
- MitANANDA – Verein zur Förderung der Lebensqualitätsforschung
- Neu-Zeit Verein zur Förderung des Gedankens der Nachhaltigkeit
- Netzwerk zur Förderung regionaler Wirtschaftskreisläufe
- Nouvelle Alliance
- ÖKOBÜRO
- Permakultur Austria
- Plattform Footprint
- Politische Bewusstseins- und Bildungswerkstatt
- Projekt OFFENE GESELLSCHAFT
- PROSA – Pro Slowakei Atomkraftfrei
- RTG – Runder Tisch Grundeinkommen
- SOL – Menschen für Solidarität, Ökologie und Lebensstil
- Tiroler Stunde – Regiogeld für Tirol
- Unterguggenberger Institut
- Vegane Gesellschaft Österreich
- Verein SOS – Regenwald
- Verein Schüler in Not
- Verein triesterviertel.at
- Vereinigung für Medienkultur
- ZIMD – Zentrum für Interaktion, Medien und Soziale Diversität
- Zukunftsforum Systemwandel